# DJK Würzburg
Der DJK Würzburg e. V. ist ein Sportverein aus Würzburg. Der Verein gehört dem DJK-Sportverband an, welcher der katholischen Kirche nahesteht. Bekannt wurde der Verein für seine Basketballabteilung Würzburg Baskets, in der Dirk Nowitzki seine Karriere begann.

## Geschichte
Der DJK-Sportverband wurde am 16. September 1920 in Würzburg gegründet. Durch den Sitz des Dachverbandes gründeten sich in den nächsten Jahren einige verbundene Sportvereine in Würzburg. Jedoch waren die verschiedenen Abteilungen an andere katholische Vereine angegliedert. Während des dritten Reiches waren die Vereine verboten. Nach dem Krieg gründete sich aus den verschiedenen Würzburger Abteilungen der Gesamtverein DJK Würzburg e. V. Heute hat der Verein 3000 Mitglieder, der die Sportarten Aikido, Badminton, Breitensport, Fußball, Geräteturnen, Judo, Leichtathletik, Schwimmen, Tennis und Volleyball anbietet. Es dürfen auch Angehörige anderer Konfessionen Mitglied werden.

## Basketball
Besondere Berühmtheit erlangte die Basketballabteilung des DJK Würzburg e. V. In den 90er Jahren waren sowohl die Damen- als auch die Herren in der 1. Basketball-Bundesliga vertreten. Die 1. Damenmannschaft spielte viele Jahre in der 2. und 1. Bundesliga und wurde 1993 Deutscher Meister. Die 1. Herrenmannschaft stiegen 1989 in die 2. und 1998 mit Dirk Nowitzki in die 1. Basketball-Bundesliga auf. 2001 gliederte die DJK Würzburg ihre 1. Herrenmannschaft als eigene GmbH aus, die nun Würzburg Baskets heißt. 
Die DJK Würzburg hat zahlreiche Spieler hervorgebracht, die in der BBL, in der Nationalmannschaft und mit Dirk Nowitzki in der NBA große Erfolge erzielten. Der gebürtige Würzburger Dirk Nowitzki war in der Aufstiegssaison 1997/98 der erfolgreichster Korbschütze und Rebounder. Nowitzki war 1998 Basketballer des Jahres und der erste deutsche Basketballer, der direkt aus Europa in die NBA wechselte. Er spielte bis 2019 bei den Dallas Mavericks, gilt als einer der besten Spieler in der Geschichte des Basketballsports.

### Erfolge
| Männer - Mehrmaliger bayrischer Amateurmeister - Aufstieg in die 1. Bundesliga 1998 | Frauen - Aufstieg in die 1. Bundesliga - Aufstieg in die 2. Bundesliga | Jugendmannschaften - Deutscher Basketballmeister 1993 (A-Jugendmannschaft der Damen) - Jugendbundesliga WNBL U17 weiblich Saison 2010/2011 |

### Spielerpersönlichkeiten
| - Demond Greene - Robert Garrett - Dirk Nowitzki | - Björn Gieseck - Denis Wucherer | - Jochen Dittrich - Gordon Herbert (Trainer) |

## Handball
Die erste Frauenhandballmannschaft spielte von 1976 bis 1985, 1987/88 und von 1993 bis 1995 insgesamt zwölf Jahre lang in der 1. Bundesliga und stand dort 1982 als Zweiter der Staffel Süd und 1983 als Meister der Staffel Süd jeweils im Play-off-Halbfinale, verpasste beide Male jedoch den Einzug in das Endspiel.
- Handball-Damen spielten in der 1. Liga
- Anni Placht, Handballerin des Jahres 1978, ehemalige Rekordnationalspielerin mit 126 Berufungen in die deutsche Nationalmannschaft zwischen 1972 und 1982, heute Sportlehrerin in Würzburg
- Aufstieg in die Handball-Bundesliga der Frauen 1976

## Leichtathletik
- Peter Bernreuther, Deutscher Hallenmeister über 400 Meter 1969, Bronze bei den Halleneuropameisterschaften 1968 in Madrid und 1969 in Belgrad in der 4-mal-2-Runden-Staffel, Bronze in der 4-mal-400-Meter-Staffel
- Otmar Issing, Leichtathlet (Sprinter), 1958 für besondere leichtathletische Leistungen ausgezeichnet, machte später machte in der Finanzwelt Karriere, war als ehemaliger Chefvolkswirt und als ehemaliges Direktoriumsmitglied der Europäischen Zentralbank maßgeblich am Entwurf der geldpolitischen Strategie der EZB beteiligt